# استاکبریج (ماساچوست)
استاکبریج(به انگلیسی: Stockbridge) شهرکی در شهرستان برکشایر ایالت ماساچوست می‌باشد که در سال ۱۷۳۹ بنیان‌گذاری شده‌است. این شهرک در سرشماری سال ۲۰۱۰ میلادی، ۱٬۹۴۷ نفر جمعیت داشته‌است.